# Kjelsås Fotball
Il Kjelsås Fotball è una società calcistica con sede a Kjelsås / Grefsen, nell'area di Oslo, Norvegia. Milita nella Oddsenligaen, terzo livello del campionato nazionale, dopo essere stata retrocessa dalla Adeccoligaen, il secondo livello del campionato nazionale, nel 2001.

## Storia
È stata fondata nel 1913 e gioca le partite casalinghe nel Grefsen stadion di Oslo.
Nel 1998 ha giocato i play-off per la promozione in Tippeligaen, il primo livello del campionato nazionale, perdendo in totale per 7-2 contro il Kongsvinger.
Nel 2011 ha sconfitto al secondo turno della Coppa di Norvegia il Vålerenga, per poi essere eliminato al terzo turno dal Sarpsborg 08.

## Palmarès

### Altri piazzamenti
- Coppa di Norvegia:

Semifinalista: 2023
- 1. divisjon:

Terzo posto: 1998
- 2. divisjon:

Secondo posto: 2014 (gruppo 4)
Terzo posto: 2010 (gruppo 1)